# Мёглинген
Мёглинген (нем. Möglingen) — община в Германии, в земле Баден-Вюртемберг. 
Подчиняется административному округу Штутгарт. Входит в состав района Людвигсбург.  Население составляет 10 617 человек (на 31 декабря 2010 года). Занимает площадь 9,93 км².